# Analog Science Fiction and Fact
Analog Science Fiction and Fact – amerykańskie czasopismo, publikujące literaturę science fiction. Pismo wydawane jest jako miesięcznik w Nowym Jorku. Założone w 1930 r., jako pulpowy magazyn Astounding Stories of Super-Science, jest najdłużej nieprzerwanie wychodzącym pismem tego gatunku. Nazwa Analog pojawiła się w tytule w 1960 r., a obecną nazwę pismo nosi od 1992 r. Redaktorem naczelnym jest obecnie Stanley Schmidt.
W latach 1937–1971 redaktorem pisma był John W. Campbell. Pod jego kierownictwem, w latach 40. i 50., pismo przeżyło swój najlepszy okres. Krytycy uważają, że w dużej mierze dzięki pismu gatunek miał wtedy swój złoty wiek. U Campbella debiutowali najwięksi pisarze s-f, jak Isaac Asimov, Robert A. Heinlein czy A.E. van Vogt. Po śmierci Cambella redaktorem został inny znany wydawca Ben Bova. Był redaktorem tylko 7 lat (do 1978 r.), ale zdobył w tym czasie pięciokrotnie z rzędu nagrodę Hugo dla najlepszego edytora.